# Richard Edelmann
Richard Heinrich Christian Edelmann (* 24. September 1861 in Zerbst; † 14. August 1942 in Dresden) war ein deutscher Tierarzt und Hochschullehrer.

## Leben
Richard Edelmann studierte Tierheilkunde an der Tierarzneischule Dresden. 1880 wurde er Mitglied der Landsmannschaft Saxo-Borussia Leipzig, dem späteren Corps Saxonia Dresden, und nach Abschluss des Studiums Prosector in Dresden. Dazu lehrte er über verschiedene Gebiete der Anatomie und hielt Präparierübungen ab. 1889 promovierte er an der Universität Rostock zum Dr. phil. Danach praktizierte er als Tierarzt. 1892 wurde er Direktor der Dresdner Städtischen Fleischbeschau, nebenamtlicher Dozent für Fleischbeschau an der dortigen Königl. Tierärztl. Hochschule und schließlich 1902 Professor für Fleischbeschau ebenda und Königl. Sächsischer Landestierarzt (nach Otto Siedamgrotzky) mit der Berufung in die Kommission für das Veterinärwesen. 1907 erhielt er die Ernennung zum Medizinalrat, 1913 zum Geheimen Medizinalrat und vortragenden Rat für Veterinärsachen im sächsischen Ministerium des Innern. 1923 bei der Verlegung der Hochschule an die Universität Leipzig verblieb er noch bis 1928 Landestierarzt in Dresden. Sein Lehrbuch der Fleischhygiene mit besonderer Berücksichtigung der Schlachtvieh- und Fleischbeschau erschien in fünf Auflagen.

## Auszeichnungen
- Albrechts-Orden, Ritter I. Klasse (1906)[4]
- Franz-Joseph-Orden, Offizierskreuz (1908)[5]
- Hausorden Albrechts des Bären, Ritter I. Klasse (1910)[6]
- Königlicher Kronen-Orden (Preußen), 2. Klasse (1912)[7]
- Verdienstorden vom Heiligen Michael II. Klasse (1913)[8]
- Kriegsverdienstkreuz (Sachsen) (1916)[9]
- Anhaltisches Friedrich-Kreuz am weiß-grünen Bande (1917)[10]
- Eisernes Kreuz am weiß-schwarzen Bande (1917)[11]
- Ehrendoktor der Veterinärmedizin, Universität Leipzig (1917)[12]
- Goethe-Medaille für Kunst und Wissenschaft (1941)

## Schriften
- Die Fleischbeschau-Gesetzgebung des Deutschen Reichs und des Königreichs Sachsen, 1903
- Die Fleischbeschau-Gesetzgebung des Landes Sachsen und ihre reichsrechtlichen Grundlagen, 2. Aufl. 1926, 3. Aufl. 1932, 4. Aufl. 1938
- Schlachtviehversicherungs-Gesetzgebung des Königreich Sachsen nach den Gesetzen vom 2. Juni 1898 und 24. April 1906, 1907
- Die Viehseuchen-Gesetzgebung des Deutschen Reiches und des Königreichs Sachsen, 1. Aufl. 1912
- Die Viehseuchen-Gesetzgebung des Deutschen Reiches und des Freistaates Sachsen 2. Aufl. 1930
- Fleischhygiene, 1927
- Lehrbuch der Fleischhygiene mit besonderer Berücksichtigung der Schlachtvieh- u. Fleischbeschau für Studierende der Veterinärmedizin, Tierärzte, Ärzte und Verwaltungsbeamte, 1. Auflage 1907, 3. Aufl. 1914, 4. Aufl. 1920, 5. Aufl. 1923